# Nogueira (Vila Real)
Nogueira ist ein Ort und eine ehemalige Gemeinde (Freguesia) im portugiesischen Kreis Vila Real. Die Gemeinde hatte 544 Einwohner (Stand 30. Juni 2011).
Am 29. September 2013 wurden die Gemeinden Nogueira und Ermida zur neuen Gemeinde União das Freguesias de Nogueira e Ermida zusammengeschlossen.